# Міяно Мамору
Міяно Мамору (яп. 宮野 真守, Miyano Mamoru, нар. 8 червня 1983) — сейю, що народився в префектурі Сайтама.
На першій церемонії вручення нагород «Seiyu Awards», що проходила в 2007 році, був номінований як «Найкращий актор у головній ролі» і «Найкращий актор-» за роль Лайта Ягами в серіалі «Death Note». За цю ж роль він отримав премію Tokyo Anime Awards як «Найкращий сейю» на сьомій виставці Tokyo International Anime Fair.
На другий церемонії вручення нагород «Seiyu Awards», що проходила в 2008 році, був нагороджений у номінації «Найкращий актор у головній ролі» за роль Сецуна Еф. Сейей в аніме «Mobile Suit Gundam 00».
Одною із найвідоміших ролей актора також є Ультрамен Зеро, який вперше з'явився у фільмі «Бетл мега-монстрів: Легенди Ультра Галактики The Movie» та став регулярним персонажем наступних фільмів та серіалів «Ультра Серії».
Міяно почав кар'єру як музикант у 2007 році. У березні 2009 року був виданий його дебютний альбом «Break». Наприкінці 2008 року одружився і зараз разом з дружиною виховує їхнього сина.

## Ролі TV
- Antique Bakery — Ейдзі Канда
- Bakkyuu HIT! Crash Bedaman — Джо Фукаірі
- Bungou Stray Dogs — Дазай Осаму
- Buzzer Beater — Йосімуне (в дитинстві)
- Chihayafuru — Таїті Масима
- Durarara!! — Масаомі Кіда
- Death Note — Лайт Ягами
- Dragonaut — The Resonance — Асим Джамал
- Dog Days — Ідзумі Сінку
- El Cazador — L.A.
- Eureka Seven — Мундогі
- Eyeshield 21 — Харута Сакураба
- Free! — Мацуока Рін
- Fullmetal Alchemist: Brotherhood — Лінг Яо (TV2)
- Gakuen Alice — Нода-сенсей
- Hakushaku to Yousei — Вілліс
- Highschool of the Dead — Хісасі Іго
- Hit wo Nerae! — Наото Оідзумі
- Inazuma Eleven — Фубукі Сиро
- Jinki: EXTEND — Косе
- K — Сарухіко Фусімі
- Kimi ni Todoke — кент Міура
- Karneval — Ёгі
- Koutetsu Sangokushi — Хакуген Ріксон
- Kuroshitsuji: Book of Circus — Джокер
- Love Love? — Наото Оідзумі
- Mekakucity Actors — Коноха / Харука Коконосе
- Mobile Suit Gundam 00 — Сецуна Еф. Сейей
- Nobunaga the Fool — Ода Нобунага
- Ookiku Furikabutte — Ріо Накадзава
- Ouran High School Host Club — Тамакі Суо
- Pokémon: Best Wishes — Дента
- Rental Magica — Фін Круд
- Skip Beat! — Фува Сьо
- Sokyuu no Fafner — Ре Масаока
- Soul Eater — Смерть-молодший
- Souten Kouro — Цао Цао
- Star Driver: Kagayaki no Takuto — Такуто Цунасі
- Steins; Gate — Ринтаро Окабе
- Suzuka — Кадзукі Цуда
- Tokimeki Memorial Only Love — Ріку Аоба
- Tokyo Ghoul — Сю цукіяма
- Uta no Prince-sama — Ітіносе Токія
- Uragiri wa Boku no Namae o Shitteiru — Сюсей Усуй
- Vampire Knight — Зеро Кірю, ІТІР Кірю
- Wolf's Rain — Кіба
- Yu-Gi-Oh! Duel Monster GX — Абидос Третій
- Zipang — Кацутосі Хаяшібара